# Sindaci di Caraglio
Di seguito è riportato l'elenco dei sindaci di Caraglio in ordine cronologico.

## Regno d'Italia (1861-1946)

### Sindaci eletti dal Consiglio comunale (1891-1926)
| Periodo | Periodo | Primo cittadino                | Partito | Carica  | Note  |
| ------- | ------- | ------------------------------ | ------- | ------- | ----- |
| 1891    | 1892    | Conte Edvin Garin di Cocconato | -       | Sindaco | [ 1 ] |
| 1892    | 1895    | Comm.Avv. Luigi Moschetti      | -       | Sindaco | [ 1 ] |
| 1896    | 1907    | Cav.Ing. Antonio Bima          | -       | Sindaco | [ 1 ] |
| 1907    | 1908    | Cav. Francesco Bruno           | -       | Sindaco | [ 1 ] |
| 1909    | 1913    | Cav. Agostino Pellegrino       | -       | Sindaco | [ 1 ] |
| 1913    | 1918    | Cav.Uff.Avv.Prof Felice Rossi  | -       | Sindaco | [ 1 ] |
| 1918    | 1919    | Cav. Riccardo Momigliano       | -       | Sindaco | [ 1 ] |
| 1920    | 1926    | Capitano Ottavio Gallio        | -       | Sindaco | [ 1 ] |

### Podestà nominati dal Governo fascista (1927-1945)
| Periodo | Periodo | Primo cittadino       | Partito | Carica  | Note  |
| ------- | ------- | --------------------- | ------- | ------- | ----- |
| 1927    | 1928    | Piero Benvenuto Rossi | -       | Podestà | [ 1 ] |
| 1928    | 1931    | Carlo Arnaud          | -       | Podestà | [ 1 ] |
| 1931    | 1932    | Francesco Scassellati | -       | Podestà | [ 1 ] |
| 1933    | 1935    | Luigi Bruno           | -       | Podestà | [ 1 ] |
| 1935    | 1941    | Eraldo De Michelis    | -       | Podestà | [ 1 ] |
| 1941    | 1942    | Morabito Pasquale     | -       | Podestà | [ 1 ] |
| 1943    | 1945    | Francesco Balboni     | -       | Podestà | [ 1 ] |

### Sindaci nominati dal Prefetto (1945-1946)
| Periodo | Periodo | Primo cittadino  | Partito | Carica  | Note |
| ------- | ------- | ---------------- | ------- | ------- | ---- |
| 1945    | 1946    | Vittorio Nazzari | ?       | Sindaco | .    |

## Repubblica Italiana (dal 1946)

### Sindaci eletti dal Consiglio comunale (1946-1995)
| Periodo       | Periodo        | Primo cittadino            | Partito              | Carica  | Note  |
| ------------- | -------------- | -------------------------- | -------------------- | ------- | ----- |
|               | 1950           | Geom. Cesare Arnaud        | ?                    | Sindaco | [ 1 ] |
|               | 1960           | Comm. Francesco Donadio    | ?                    | Sindaco | [ 1 ] |
|               | ?              | Comm. Dott. Luigi Cornelio | ?                    | Sindaco | [ 1 ] |
| 9 luglio 1985 | 6 giugno 1990  | Alberto Belliardo          | Democrazia Cristiana | Sindaco | [ 2 ] |
| 6 giugno 1990 | 24 aprile 1995 | Alberto Belliardo          | Democrazia Cristiana | Sindaco | [ 2 ] |

### Sindaci eletti direttamente dai cittadini (dal 1995)
| Periodo        | Periodo        | Primo cittadino   | Partito                            | Carica  | Note  |
| -------------- | -------------- | ----------------- | ---------------------------------- | ------- | ----- |
| 24 aprile 1995 | 14 giugno 1999 | Alberto Belliardo | Lista Civica                       | Sindaco | [ 2 ] |
| 14 giugno 1999 | 14 giugno 2004 | Aurelio Blesio    | Partito Democratico della Sinistra | Sindaco | [ 2 ] |
| 14 giugno 2004 | 8 giugno 2009  | Aurelio Blesio    | Lista Civica                       | Sindaco | [ 2 ] |
| 8 giugno 2009  | 26 maggio 2014 | Giorgio Lerda     | Lista Civica                       | Sindaco | [ 2 ] |
| 26 maggio 2014 | 26 maggio 2019 | Giorgio Lerda     | Lista Civica                       | Sindaco | [ 2 ] |
| 26 maggio 2019 | in carica      | Paola Falco       | Lista Civica                       | Sindaco | [ 2 ] |